# 阿布尼站
阿布尼站（英語：Upney tube station）是倫敦地鐵的一個車站，位於倫敦東部巴金-達格納姆區巴金。阿布尼站是區域線的車站，位於倫敦第4收費區。車站開通於1932年。

## 外部連結
- Loxford Chase